# Neopataecus waterhousii
Neopataecus waterhousii is een straalvinnige vissensoort uit de familie van indianenvissen (Pataecidae). De wetenschappelijke naam van de soort is voor het eerst geldig gepubliceerd in 1872 door Castelnau.